# Дудченко Любов Григорівна
Любов Григорівна Дудченко (нар. 13 листопада 1939) — український ботанік, кандидат біологічних наук (1980), доцент кафедри фармацевтичної хімії та фармакогнозії Київського медичного університету Української асоціації народної медицини.
Закінчила КДУ у 1961 (за фахом «фізіологія та біохімія рослин»).
Працювала в Інституті ботаніки ім. М. Г. Холодного НАН України (1961—1991), була керівником ліцензійних виробничих відділів-виробників лікарських фітопрепаратів (1991—1997).
Позаштатний співробітник Всеросійського Інституту лікарських рослин імені М. І. Вавілова (ВІЛАР).
Автор близько 200 наукових праць та численних патентів.

## Книги
- Ароматерапия и массаж
- Ароматы здоровья
- Дикорастущие полезные растения Украины
- Пряно-ароматические, пряно-вкусовые растения
- Ефірноолійні та жироолійні рослини. Методичний посібник для студентов медичних вузів.